# Bromure de benzyle
Le bromure de benzyle est un halogénure aromatique de formule brute C7H7Br. C'est un liquide dont les vapeurs sont lacrymogènes et qui a été ainsi utilisé comme arme chimique pendant la Première Guerre mondiale.

## Production et synthèse
Le bromure de benzyle est produit à partir du toluène et de brome par activation radicalaire.

## Utilisation dans les exercices
Le bromure de benzyle a servi d'étalon à l'armée française pour les exercices de masque à gaz. Il était distribué sous forme de cartouches dites « Z.P. » à tirer avec des balles à blanc, dans un espace hermétique de préférence - sinon, l'exercice pouvait avoir lieu en plein air, le gaz persistant une heure en l'absence de vent. L'exercice était considéré réussi au bout de quatre minutes sans gêne respiratoire. Si un élève avait mal ajusté son masque, il était incommodé avant cela et devait sortir respirer avant de recommencer l'exercice.